# Fez-Mequinez
Fez-Meknès é uma das 12 regiões administrativas Marroquinas de primeiro nivel criada a partir da reforma administrativa de 2015. A sua capital administrativa é a cidade de Fez. Tem uma área de 40.423 km², o que representa 5,7% da área total do país. A nivel populacional tem 4.236.892 habitantes o que representa 13% da população total do país. A densidade populacional é de 105,7 habitantes por km².

## Organização Administrativa
A região está dividida em 2 prefeituras, 7 provincias, 26 Círculos, 6 Distritos e 194 comunas.

### Prefeituras/Províncias
A primeira divisão administrativa da região é feita entre provincias e prefeituras (estas últimas são o equivalente urbano das primeiras).
| Prefeituras /Províncias | Tipo       | Área (em km²) | Habitantes (em 2014) |
| ----------------------- | ---------- | ------------- | -------------------- |
| Fez                     | Prefeitura | 332           | 1.150.131            |
| Meknès                  | Prefeitura | 1.786         | 835.695              |
| Taounate                | Província  | 5.585         | 662.246              |
| Taza                    | Província  | 7.098         | 528.419              |
| Séfrou                  | Província  | 4.008         | 286.489              |
| El Hajeb                | Província  | 2.209         | 247.016              |
| Boulemane               | Província  | 14.395        | 197.596              |
| Moulay Yaâcoub          | Província  | 1.700         | 174.079              |
| Ifrane                  | Província  | 3.310         | 155.221              |
| Total                   | Região     | 40.423        | 4.236.892            |

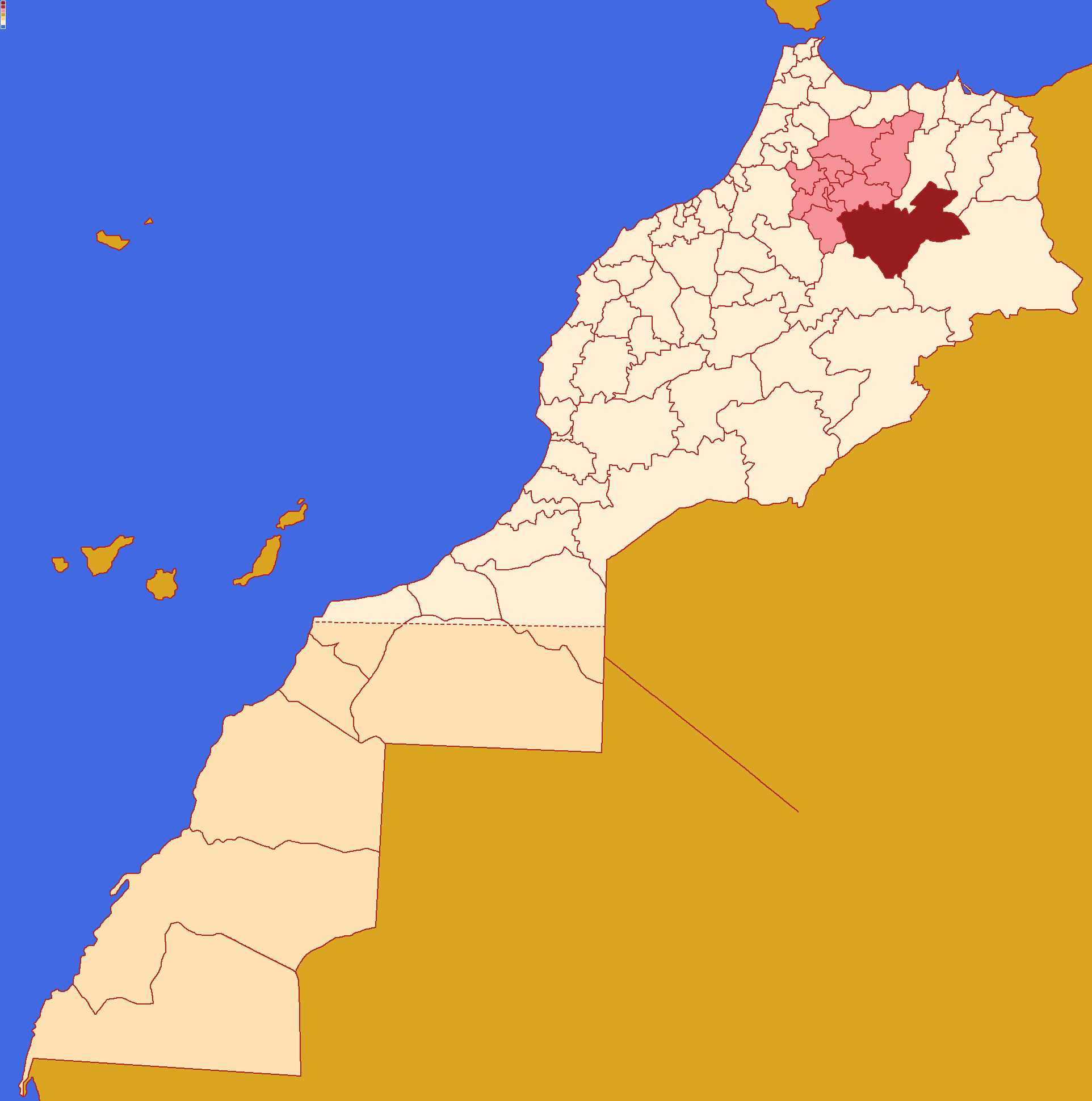
Província de Boulemane
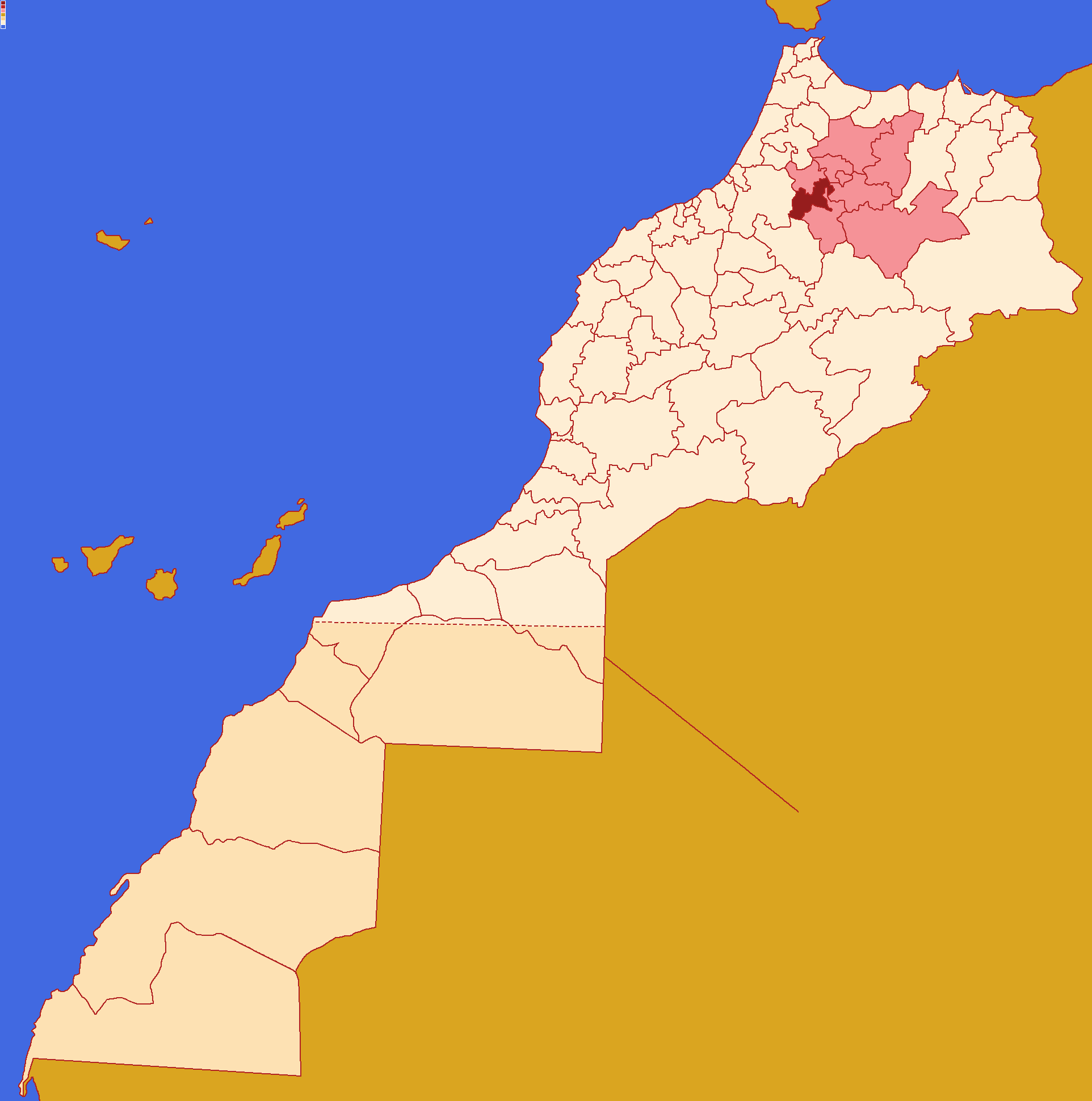
Província de El Hajeb
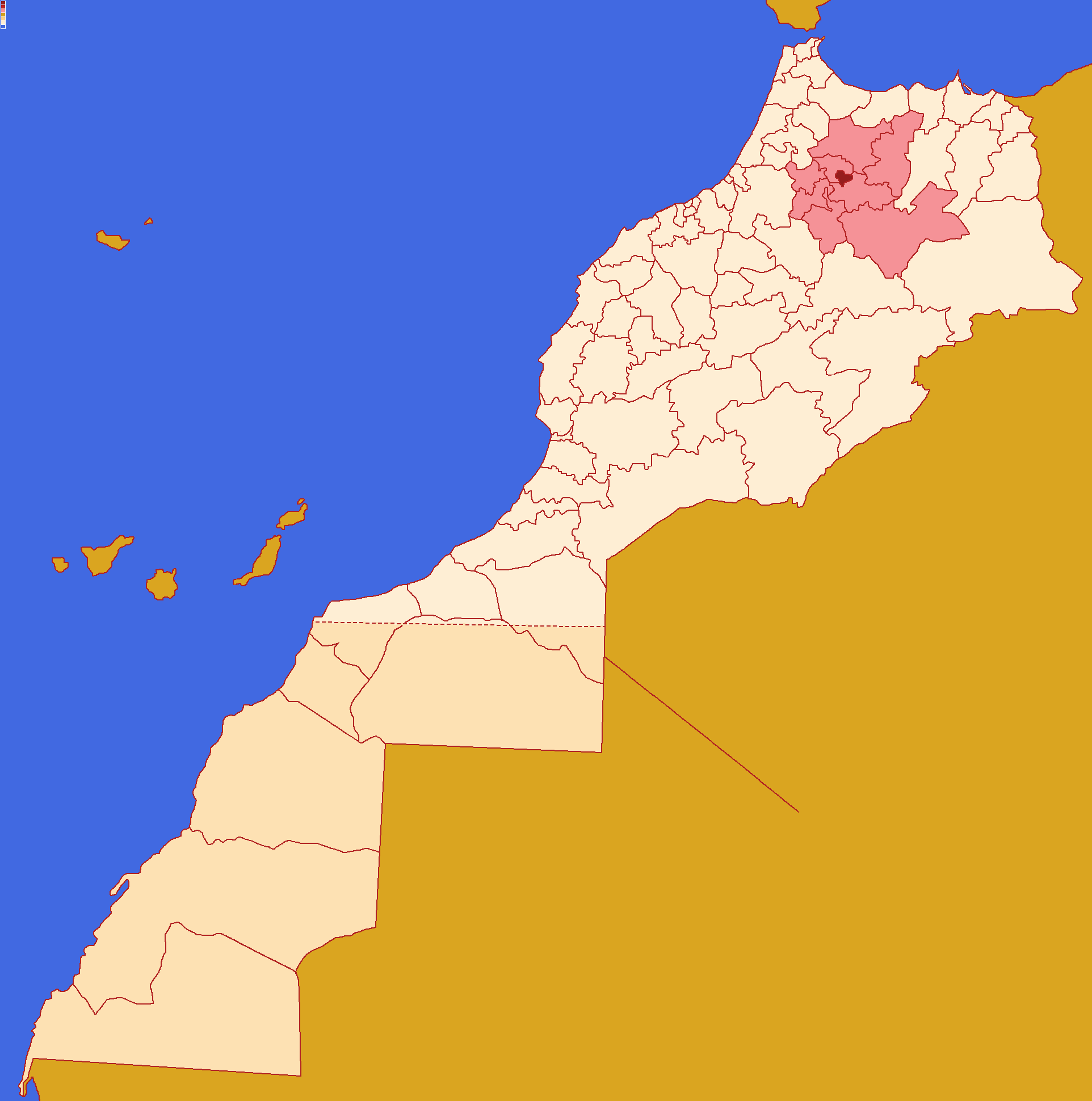
Prefeitura de Fez
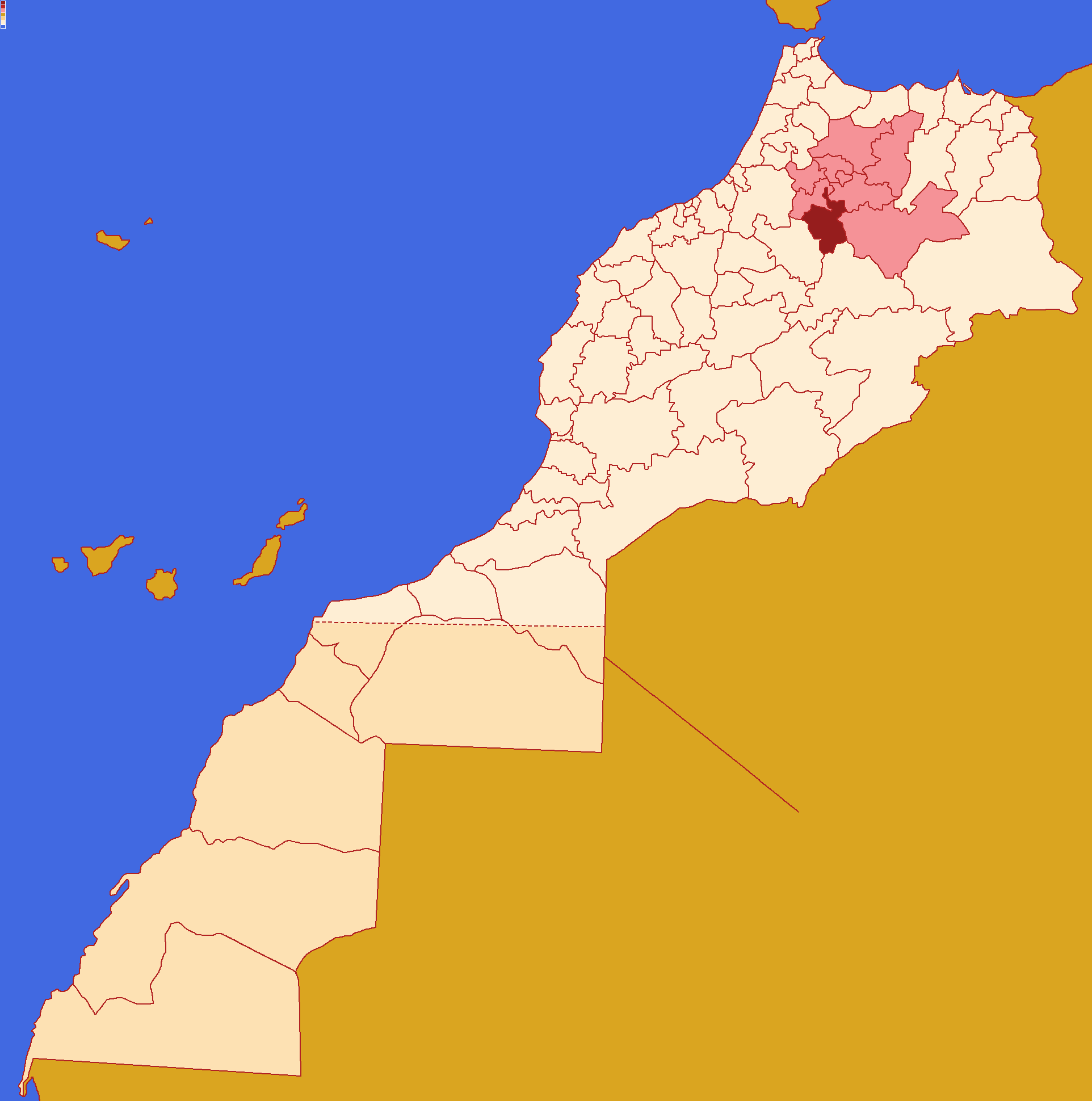
Província de Ifrane
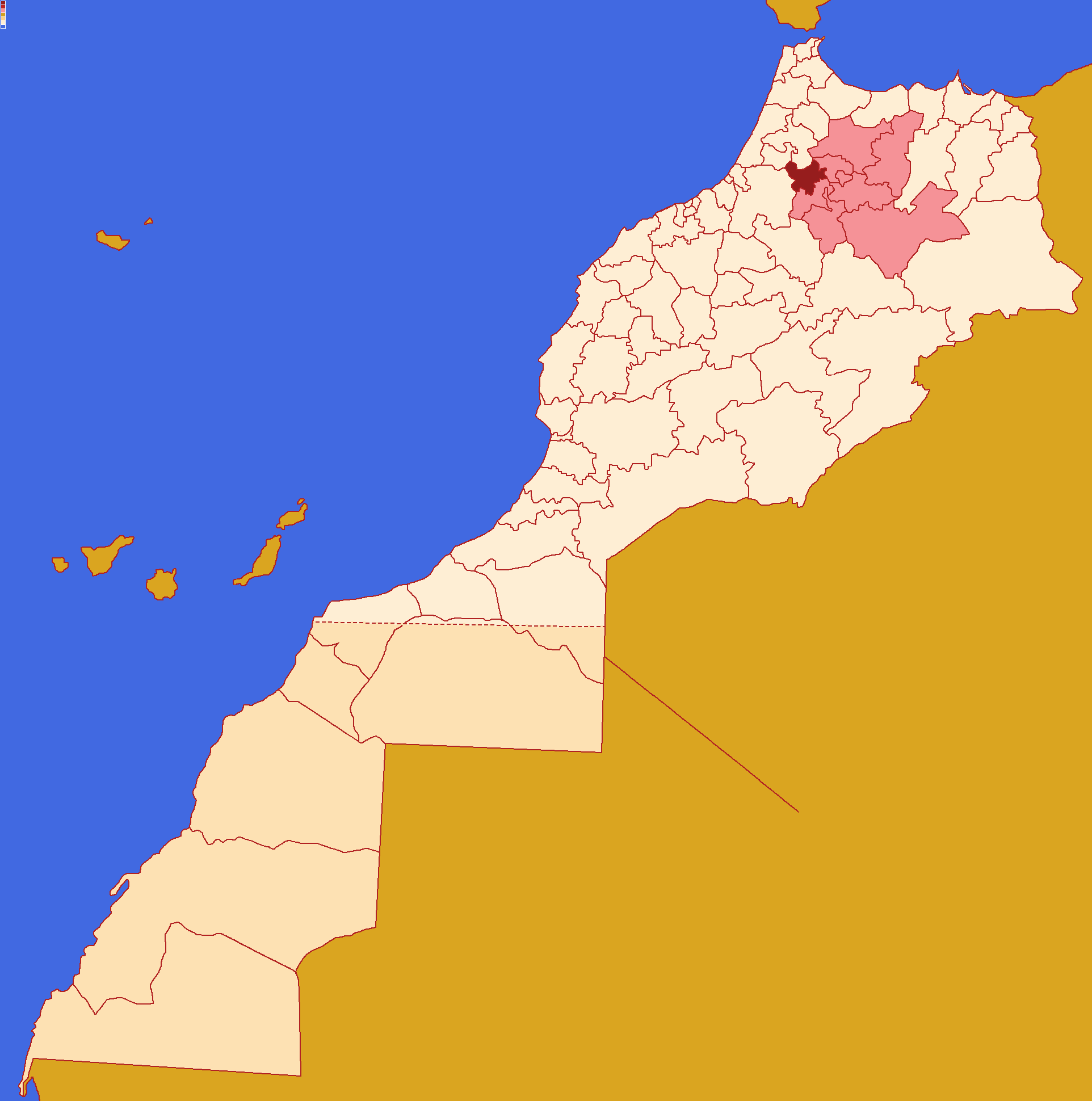
Prefeitura de Meknès
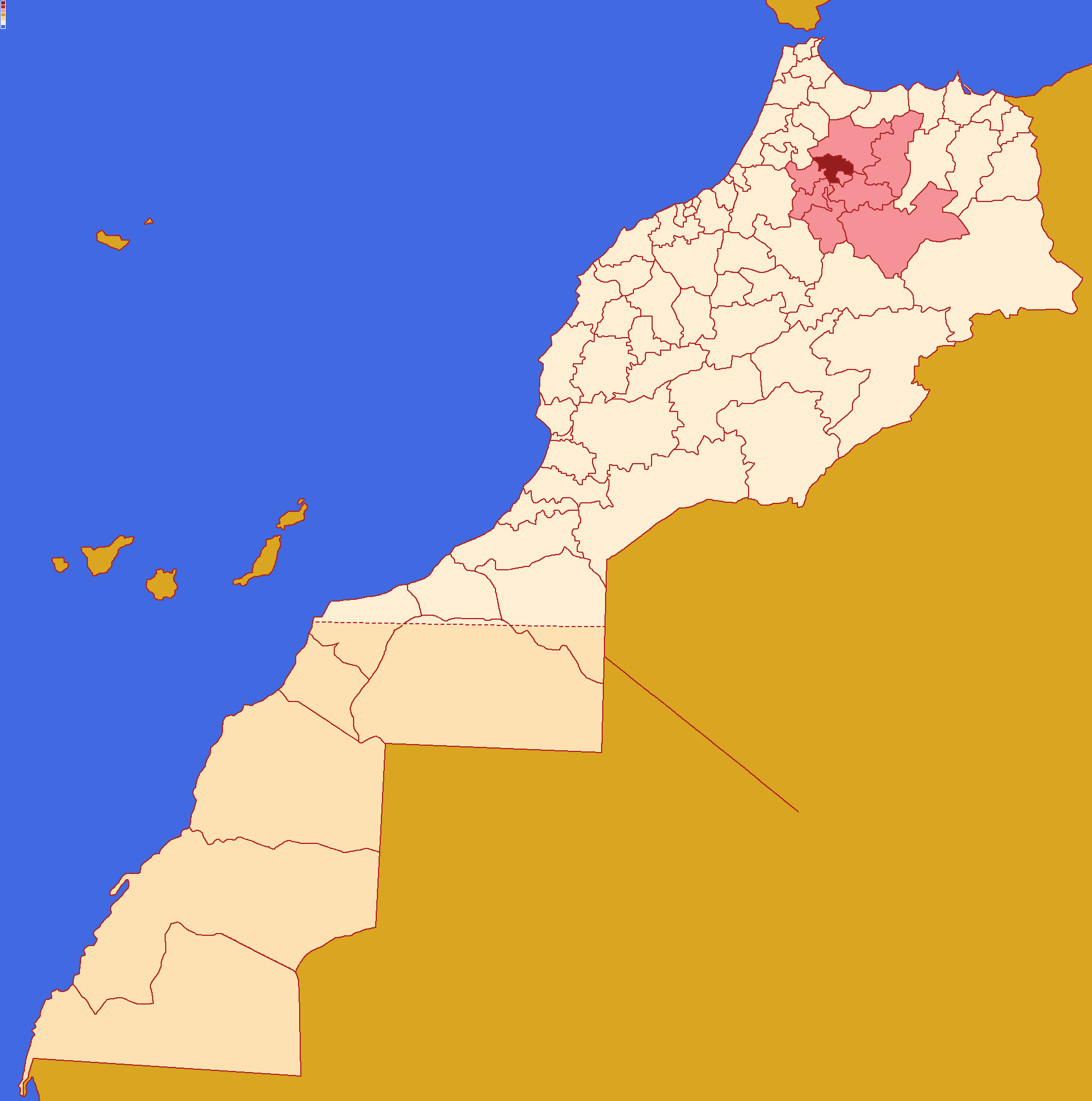
Província de Moulay Yaâcoub
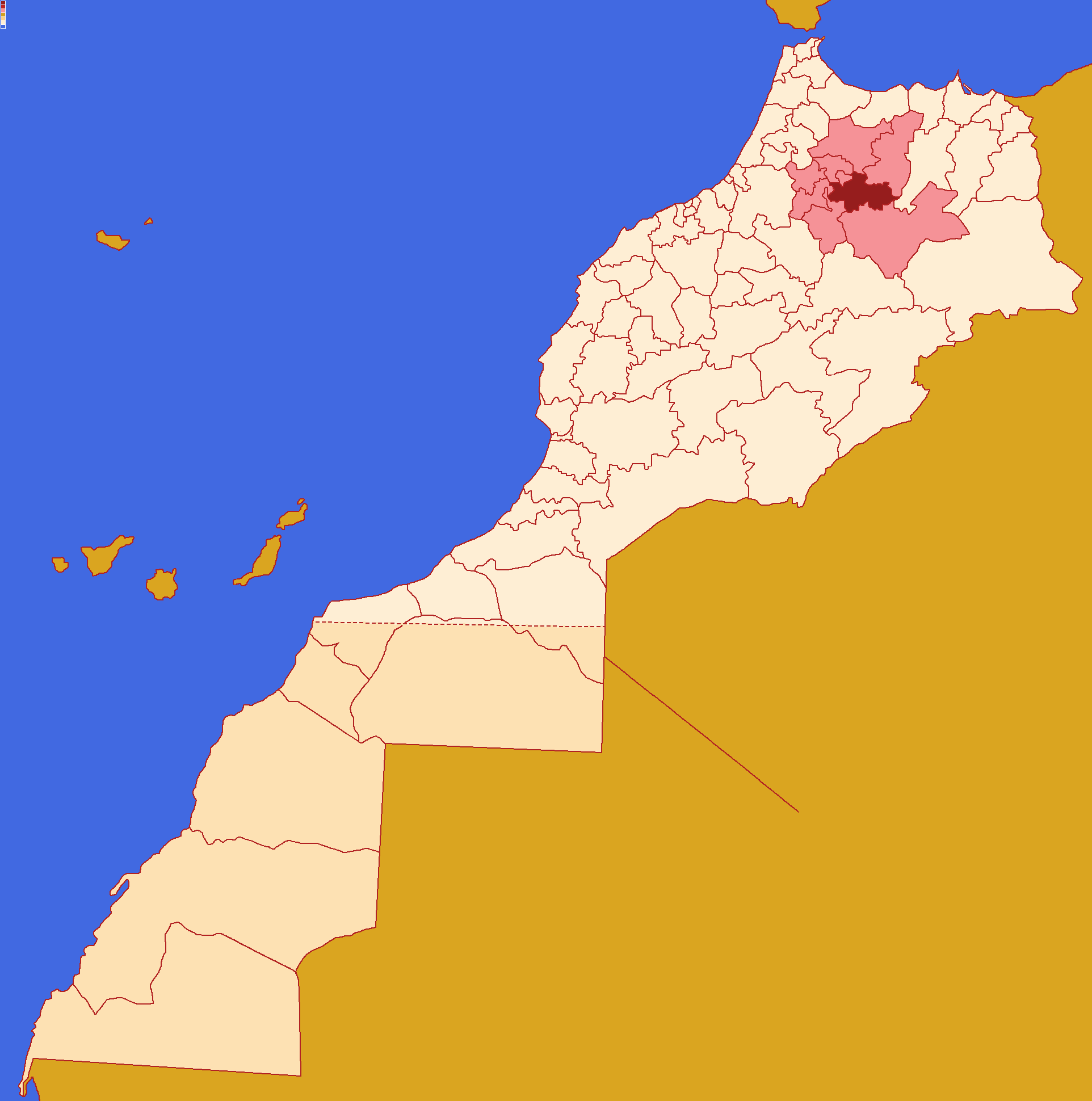
Província de Séfrou
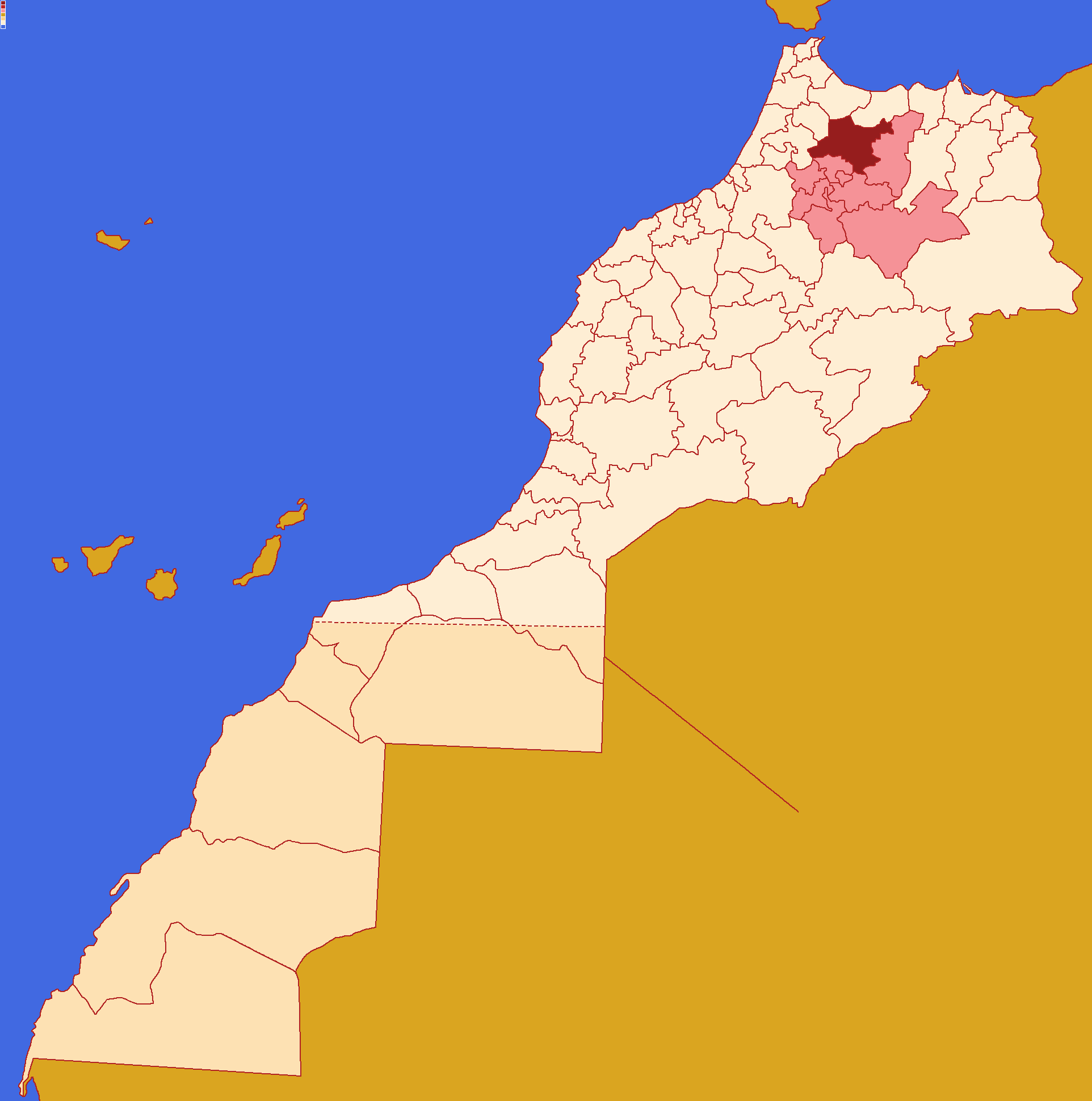
Província de Taounate
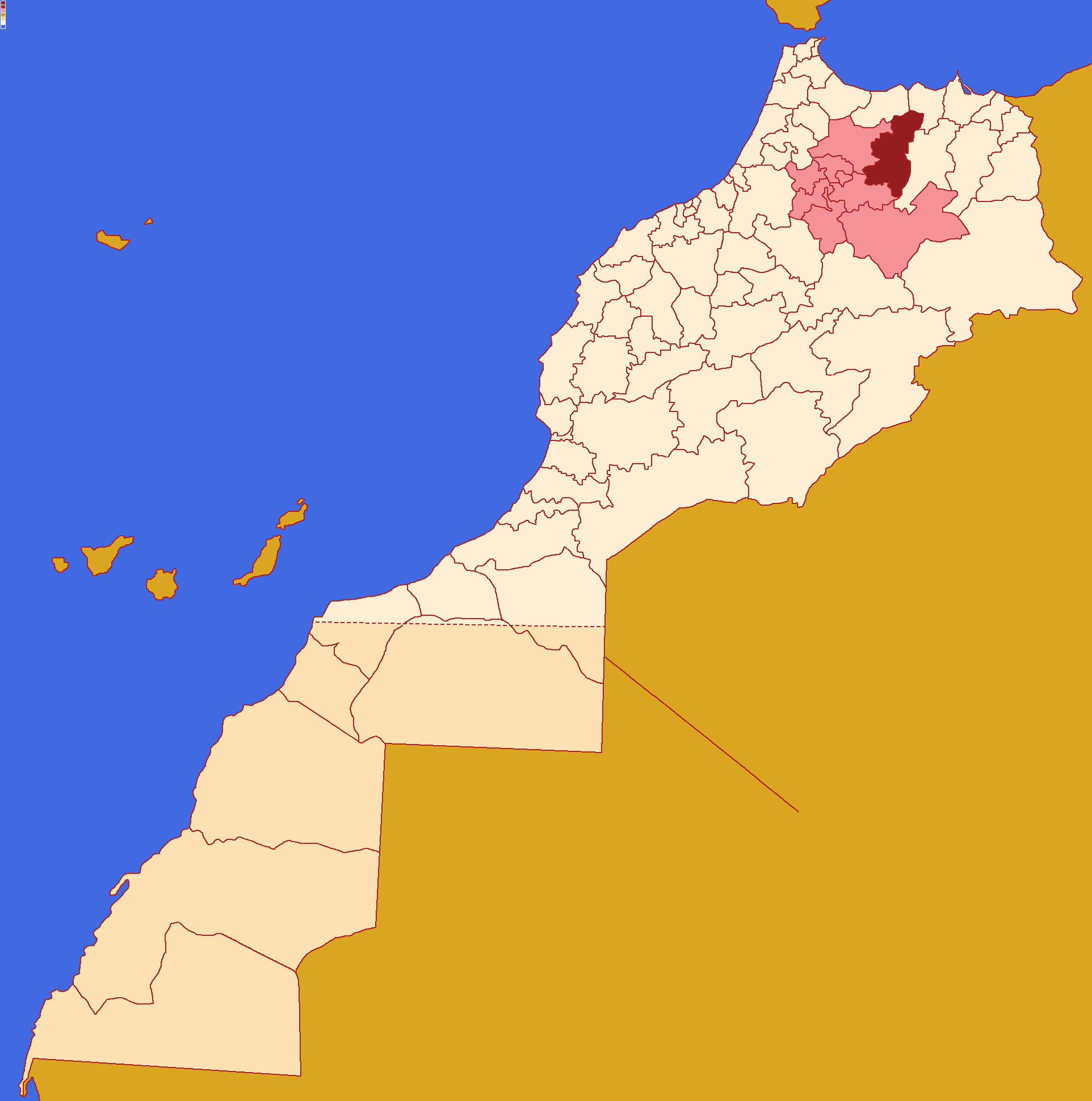
Província de Taza

## Demografia

### Crescimento populacional
O crescimento populacional na região foi a seguinte:
| 2004      | 2014      | 2018(a)   |
| --------- | --------- | --------- |
| 3.873.214 | 4.236.892 | 4.347.958 |

(a) projeções

### População Urbana/Rural
A distribuição populacional em termos urbanos e rurais é a seguinte:
|                  | 2004      | 2014      | 2018(a)   |
| ---------------- | --------- | --------- | --------- |
| População urbana | 2.167.225 | 2.564.220 | 2.722.714 |
| População rural  | 1.705.989 | 1.672.672 | 1.625.244 |
| Total            | 3.873.214 | 4.236.892 | 4.347.958 |
| Taxa urbanização | 55.95%    | 60,52%    | 62,62%    |

(a) projeções

## Economia

### PIB regional
O PIB regional em 2016 era de 91.341 milhões de Dh, o que corresponde a 21.299 Dh per capita. O total nacional era de 1.013.559 milhões de Dh, o que corresponde a 29.380 Dh per capita.
Em termos nacionais, a região é responsavel por 9% da riqueza nacional Marroquina.